# Isophya pienensis
Isophya pienensis är en insektsart som beskrevs av Maran 1954. Isophya pienensis ingår i släktet Isophya och familjen vårtbitare. Inga underarter finns listade i Catalogue of Life.